# Arrondissement Saint-Sever
Saint-Sever is een voormalig arrondissement in het departement Landes in de Franse regio Nouvelle-Aquitaine. Het arrondissement werd op 17 februari 1800 gevormd en op 10 september 1926 opgeheven. De zeven kantons werden bij de opheffing verdeeld over de arrondissementen Dax en Mont-de-Marsan.

## Kantons
Het arrondissement was samengesteld uit de volgende kantons:
- kanton Aire-sur-l'Adour - toegevoegd aan arrondissement Mont-de-Marsan
- kanton Amou - toegevoegd aan arrondissement Dax
- kanton Geaune - toegevoegd aan arrondissement Mont-de-Marsan
- kanton Hagetmau - toegevoegd aan arrondissement Mont-de-Marsan
- kanton Mugron - toegevoegd aan arrondissement Dax
- kanton Saint-Sever - toegevoegd aan arrondissement Mont-de-Marsan
- kanton Tartas - toegevoegd aan arrondissement Dax